# John Henry Newman
John Henry Newman (Londen, 21 februari 1801 – Birmingham, 11 augustus 1890) was een Engelse theoloog en bekeerling tot het katholieke geloof. In 1879 werd hij door paus Leo XIII kardinaal gecreëerd. Hij koos als wapenspreuk Cor ad cor loquitur (het hart spreekt tot het hart). Hij werd niet tot bisschop gewijd.

## Biografie

### Jonge jaren
Newman studeerde aan Oriel College en Trinity College te Oxford en werd er professor. In zijn jonge jaren was hij een belangrijke figuur binnen de Oxford beweging die ernaar streefde om de Anglicaanse Kerk dichter bij haar katholieke wortels te brengen.

### Bekering
In 1845 trad hij toe tot de Rooms-Katholieke Kerk. Zelf zou hij schrijven dat de studie van de kerkvaders hem katholiek had gemaakt. Een strijd met Charles Kingsley, die Newman als katholiek beschuldigde van het spreken van onwaarheden, leidde uiteindelijk tot zijn beroemde geloofsverdediging, de Apologia pro vita sua. Hij werd tot priester gewijd en trad toe tot de gemeenschap van de Oratorianen. Na zijn priesterstudies in Rome, stichtte hij in 1848 het Oratorium in Birmingham en werd er de eerste overste.

### Waardering
Hij was de eerste rector van de katholieke University of Ireland (gesticht in 1851), het latere University College Dublin. In 1877 werd Newman gekozen tot ere-fellow van Trinity College in Oxford. Paus Leo XIII werd door de Duke of Norfolk en andere Engelse katholieke leken overtuigd om hem kardinaal te creëren. Dat gebeurde tijdens het Consistorie van 12 mei 1879, waarbij hij de titelkerk San Giorgio al Velabro kreeg.
Als filosoof werd hij bewonderd vanwege zijn Grammar of Assent (1870), en de daarin gedane ontdekking van de "illative sense".
De bewondering voor Newman en zijn werk als filosoof en theoloog was overigens niet algemeen. Zo klaagde de Deken van Westminster, Arthur Penrhyn Stanley (1815-1881), eens dat het er voor de Engelse Kerk heel anders had uitgezien "als Newman maar Duits had gekend". Door dit gemis bleven volgens hem alle grote filosofische ontwikkelingen van Aristoteles tot Hegel een gesloten boek voor hem en in afgeleide zin ook voor de kerken in Engeland.
Newman was tijdgenoot van kardinaal Henry Edward Manning, aartsbisschop van Westminster. Beiden waren geworteld in Oxford en de Oxford Beweging. Beiden stapten over van de Anglicaanse naar de RK Kerk, beiden stierven hoogbejaard. Maar de verschillen waren even opvallend. Newman was zijn leven lang, ook al als anglicaan, celibatair, sommigen noemden hem 'feminien' – en niet bij wijze van compliment. En er werd ook wel kwaad gesproken over zijn rol in die universitaire mannenwereld. Manning daarentegen was jong weduwnaar geworden en bij zijn dood vond men het portret van zijn vrouw op de kardinale borst. Newman was de intellectueel gebleven – Manning was een robuuste buitenman die in Londen het lot van de arbeiders had leren kennen en voor hen was opgekomen.
Toen hij op 89-jarige leeftijd overleed, woonden naar schatting ruim 15 000 mensen zijn uitvaart bij.

### Werken
Newman werd vooral dankzij zijn vele boeken en publicaties bijzonder populair. Zowel vóór als na zijn 'bekering' schreef hij een aantal invloedrijke boeken, waaronder Via Media, Poging tot het ontwikkelen van een christelijke leer, The Idea of a University en An Essay in Aid of a Grammar of Assent. Edward Elgar schreef een oratorium (1900) op de tekst van Newmans gedicht The Dream of Gerontius.

## Invloed
Hem wordt een grote invloed toegeschreven op het Tweede Vaticaans Concilie (1962-1965).
Naar hem genoemd zijn de Newman-centra, die het katholieke studentenpastoraat op seculiere universiteiten ondersteunen.

## Canonisatie
In 1991 werd Newman eerbiedwaardig verklaard na een zorgvuldig onderzoek naar zijn leven en werk door de Congregatie voor de Heiligverklaringen, de eerste stap op weg naar een canonisatie. De Congregatie voor de Heiligverklaringen heeft in april 2009 een wonder erkend dat aan de tussenkomst van de kardinaal wordt toegeschreven. Op 19 september 2010 werd de kardinaal door paus Benedictus XVI tijdens zijn staatsbezoek aan het Verenigd Koninkrijk zalig verklaard. Hij was daarmee de eerste geboren Engelsman die deze eer te beurt viel sinds de Reformatie. Zijn feestdag is op 9 oktober.

De Paus spreekt normaliter geen zaligverklaring uit, alleen heiligverklaringen. Door deze uitspraak wilde de Paus benadrukken dat hij Newman als een rolmodel ziet in een steeds meer geseculariseerde wereld. De Paus prees de kardinaal voor het verdedigen van de vitale plaats van de openbaringsgodsdiensten in de samenleving.
Op 14 februari 2019 heeft paus Franciscus een tweede wonder toegeschreven aan John Henry kardinaal Newman. Hierdoor lag de weg open voor een heiligverklaring. De postulator van zijn zaak of causa was Paul Chavasse, provoost van de Oratorianen in Birmingham. Op zondag 13 oktober 2019 ten slotte werd hij door paus Franciscus heilig verklaard tijdens een viering in te Sint-Pietersbasiliek.

### Kerkleraar
Op 31 juli 2025 heeft paus Leo XIV aangekondigd om op advies van het dicasterie voor de Heiligverklaringen John Henry Newman uit te roepen tot kerkleraar.

## Oeuvre
- The Arians of the fourth century (1833)
- Parochial and plain sermons (8 dln., 1834–1843)
- Lectures on the prophetical office of the Church (1837)
- Lectures on justification (1838)
- Tracts for the times, Tract 90 (1841)
- Oxford university sermons (1843)
- An essay on the development of christian doctrine (1845)
- Loss and gain (1848)
- Discourses to mixed congregations (1849)
- On certain difficulties felt by Anglicans in submitting to the Catholic Church (2 dln., 1850)
- Lectures on the present position of catholics in England (1851)
- The idea of a university (serie conferenties, gehouden in 1852, gepubliceerd in 1873)
- Callista (1855)
- On consulting the faithful in matters of doctrine (1859)
- Apologia pro vita sua (1864)
- The dream of Gerontius (1865)
- Verses on various occasions (1868)
- Essay in aid of a grammar of assent (1870)
- Letter to His Grace the Duke of Norfolk on occasion of Mr. Gladstone's recent expostulation (1874)
- Meditations and devotions (1893; postuum; herdr. 1953)
- The philosophical notebook (2 dln., 1969–1970)